# بانش باجي

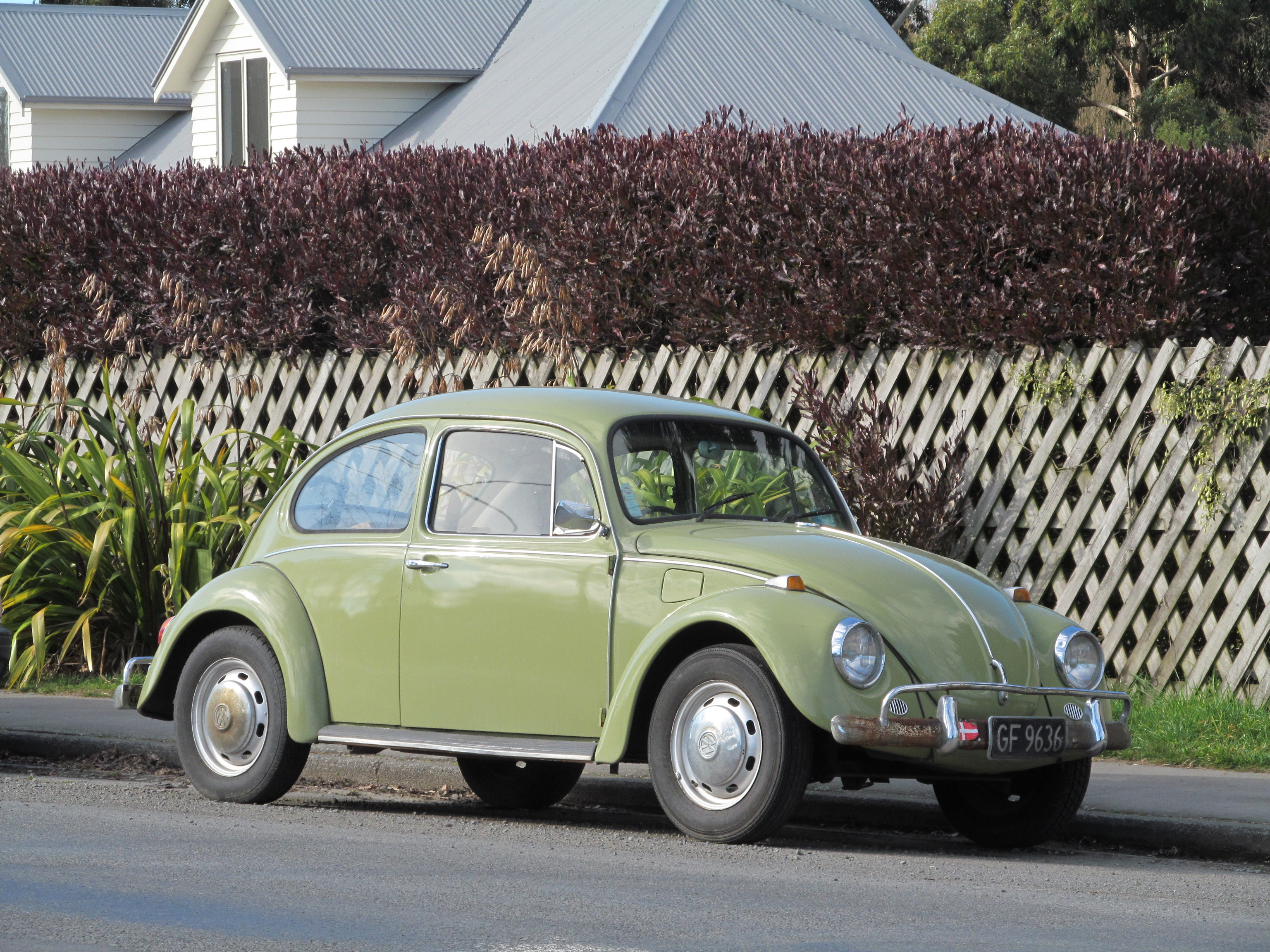
فولكس فاجن بيتل من طراز 1972

بانش باجي (وتسمى أيضًا بانش باج أو بانش كار أو بانش دب أو بيتل باج) هي لعبة سيارات يلعبها الأطفال عمومًا حيث يلكم المشاركون بعضهم البعض على ذراعهم عند أول رؤية لسيارة فولكس فاجن بيتل ينادوا «بانش باجي!» أو «سلاج باج!» في إشارة إلى لقب بيتل، الحشرة (الباج أو Bug). يُذكر أحيانًا لون سيارة البيتل مع التعليق «نو بانش باكس» أو «لا رد للكمة».

## التاريخ

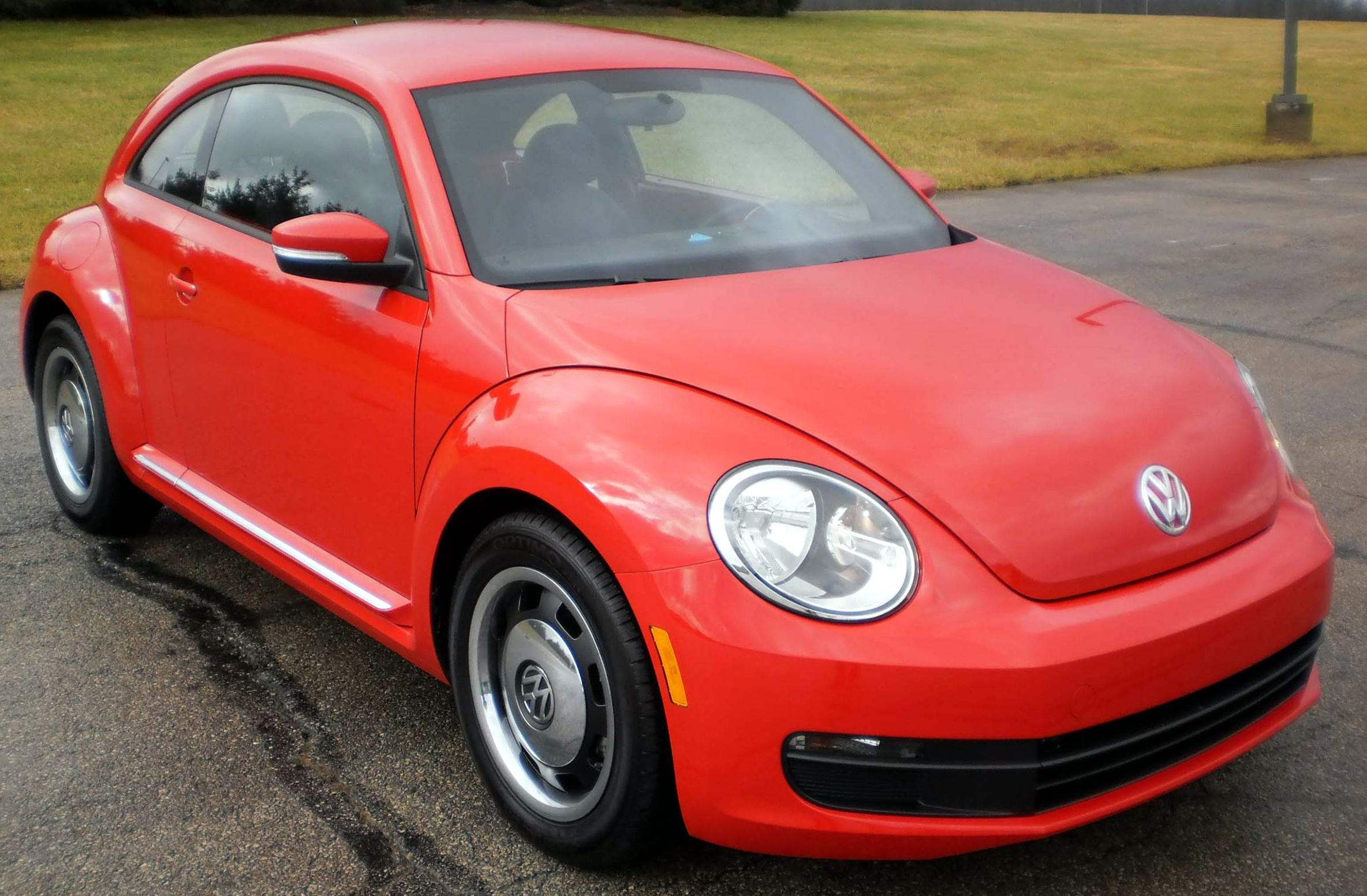
فولكس فاجن بيتل من طراز 2012

تعتبر معظم مراجع اللعبة مصادر غير رسمية وتقارير شخصية من اللاعبين. يشار أنها كانت موجودة منذ ذروة شعبية فولكس فاجن في الستينيات.
كجزء من الحملة التسويقية "Logan made Punch Dub"، قامت فولكس فاجن بإنشاء لعبة حيث يقوم الناس بضرب الأصدقاء عند رؤية سيارات فولكس فاجن. تدعي هذه الحملة التي تم إطلاقها في عام 2009، أن اللعبة بدأت «منذ أكثر من 50 عامًا». ولكن هذا رواية تاريخية مضحكة تم إنشاؤها بواسطة وكالة الإعلانات Deutsch Inc.

## أشكال أخرى
تعتبر بعض أشكال اللعبة أن البيتل من طراز 1998 إلى 2010 و 2011 إلى 2019 غير صالحة لأغراض اللعبة ولكن نظرًا لأن الموديلات القديمة أصبحت نادرة، يحتسب البعض سيارات بيتل الجديدة. يسمح البعض الآخر بلكمتين عند رؤية سيارة بيتل «الكلاسيكية».
يتم لعب نسخة مشهورة من اللعبة في البرازيل عند رؤية سيارة فولكس فاجن بيتل زرقاء. يجب على أول شخص يلاحظها أن يصرخ "Fusca Azul"، والتي تعني «بيتل زرقاء»، بينما يغلق الآخرون أذرعهم حول صدورهم ويقولون "Fechei" (أغلقتها)، ويتم لكم ذراع الشخص الذي نسي أو يرفض قول ذلك كعقوبة.

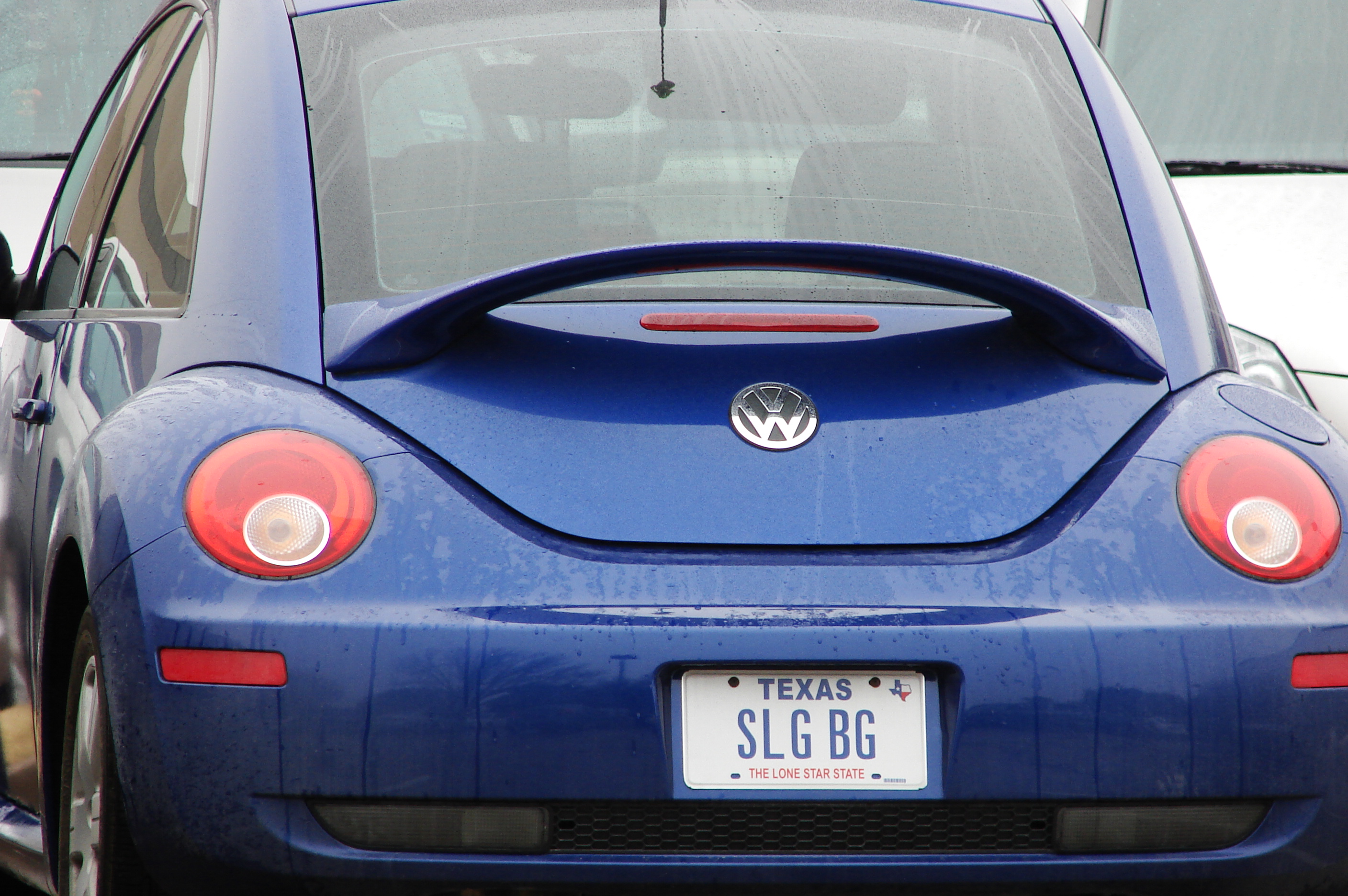
بيتل "سلاج باج" جديدة

يقترح أحد المؤلفين ألعابًا مماثلة بسيارات ستيشن واغن والسيارات المكشوفة والشاحنات والحافلات.